# 盧德曼冰川
盧德曼冰川（英語：Ludeman Glacier），是南極洲的冰川，位於杜費克海岸，全長24公里，流經英聯邦山脈，最終注入比爾德摩爾冰川，以美國海軍的上尉指揮官命名，現時由南極條約體系管理。